# 南海地震
南海地震（なんかいじしん）は、紀伊半島の紀伊水道沖から四国南方沖を震源域とする巨大地震の呼称。南海トラフ西側でプレート間の断層滑りが発生する低角逆断層型の地震と考えられている。
狭義の南海地震は1946年（昭和21年）に発生した昭和南海地震を指す名称であるが、広義には安政南海地震や宝永地震（南海トラフのほぼ全域が震源域）など南海道沖を震源域とする歴史地震も含まれ南海地震と総称される。さらに2001年の「東南海、南海地震等に関する専門調査会」設置以降は、土佐湾から紀伊水道沖を震源域として発生するとされる固有地震の名称としても使用されるようになった。また、南海大地震（なんかいだいじしん）や南海道地震（なんかいどうじしん）と呼称される場合もある。

## 概要
| ―宝永津波 ―安政津波 ―昭和津波                                       |
| 鷣（ハイタカ）神社の石段。高知県宿毛市大島。1995年（平成7年）再建。 |

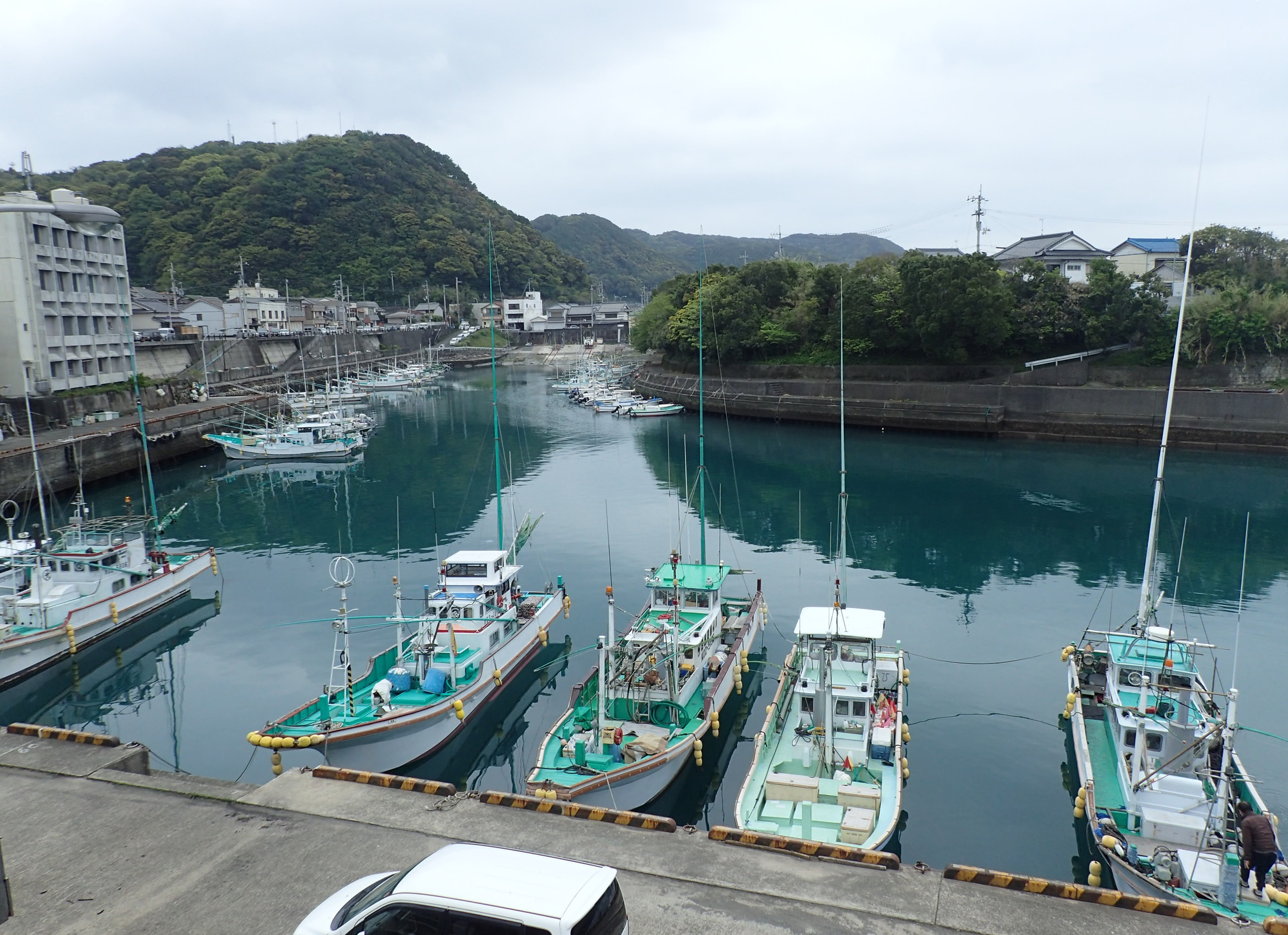
時間予測モデルの隆起量のデータセットに用いられた高知県室戸市室津漁港。

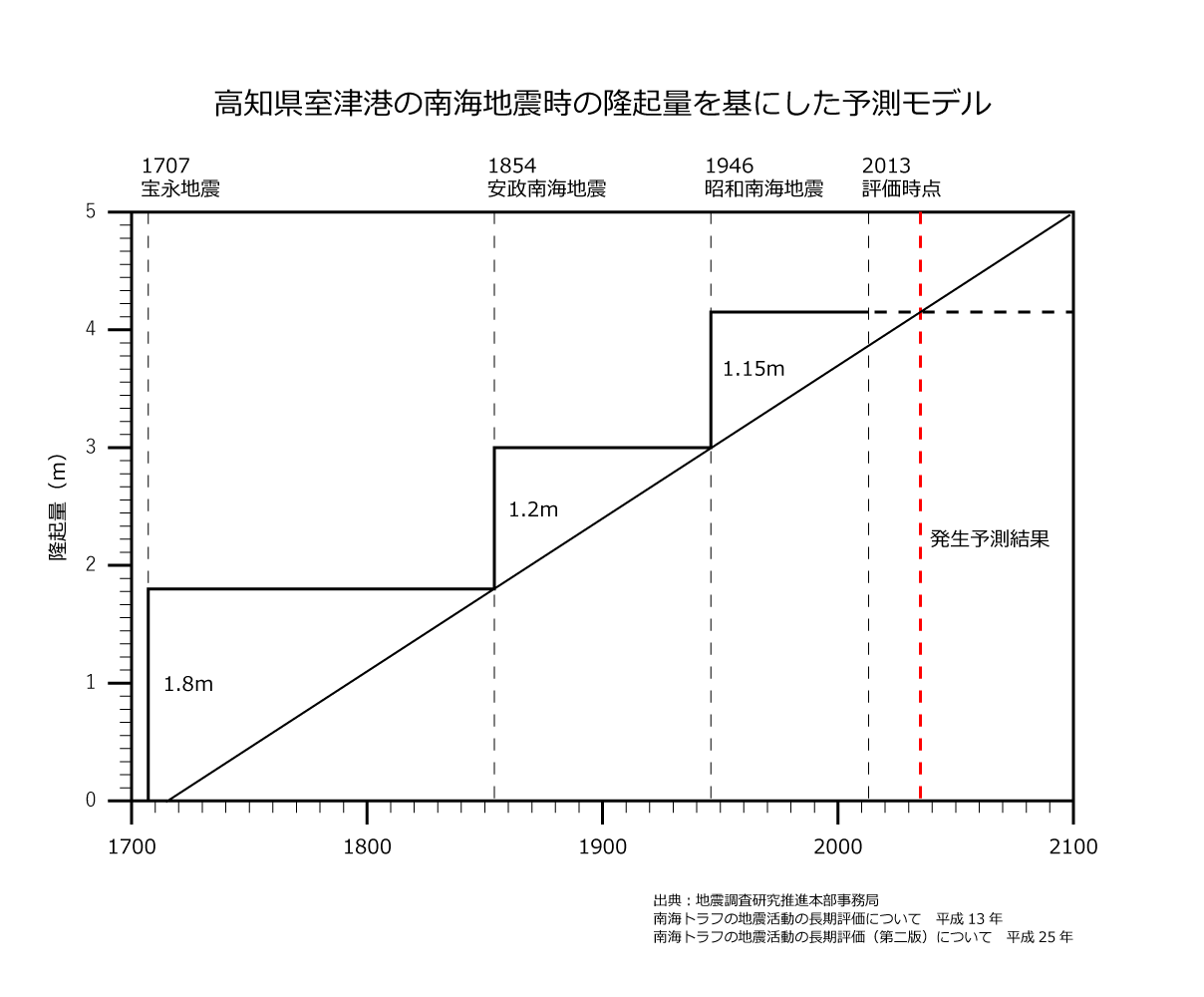
室津港の南海地震時の隆起量を基にした予測モデルである。その結果予測された発生時期は昭和南海地震から88.2年後と算出され、2035年初頭となる。この予測モデルには問題点があると指摘されているが、逆に否定するだけの情報もない。

この付近の南海トラフでは、フィリピン海プレートがユーラシアプレートの下に沈み込んでいるため、たびたび M 8 級の海溝型地震が100 - 200年程度の再来間隔で起きている。
巨大な地震となる原因について、年齢の若いプレートは薄く比較的高温でプレート間の固着が起こりやすいとするアスペリティモデルが提唱され、これが高い地震カップリング率と連動型の地震を生じる要因と考えられていた。実際にフィリピン海プレートは年齢が2千万年程度で、南海トラフの沈み込み帯ではGEONETの観測からプレート間の固着による東海沖・南海沖の広い範囲でプレート間の滑り遅れが確認されている。しかし、逆に連動型地震が起こりにくいとされた古いプレートの境界でスマトラ島沖地震 (2004年)や東北地方太平洋沖地震が発生し、必ずしも当てはまらない例があることも指摘されている。
また、昭和南海地震でも確認されたように、単純な低角逆断層のプレート間地震ではなく、高角逆断層である分岐のスプレー断層の滑りをも伴う可能性も指摘されている。また、南海トラフの様な付加体を形成する沈み込み帯では地震は巨大となりやすく、対して日本海溝のように陸側のプレートを削り込み付加体を形成しにくい沈み込み帯では津波地震が発生しやすいとする説があるが、発震機構にはまだ不明な点が多い。
将来の発生が予想される南海トラフ沿いの巨大地震の震源域では、固有地震の考えに基づく震源域として東海地震・東南海地震とならぶ大規模地震に位置付けられ、地質学者・地震学者から注目されてきた。
地震の特徴として
- 中部地方西部、紀伊半島、中国、四国、大阪平野および九州東部に至る広い範囲に及ぶ強震。数分以上の長い地震動。著しい長周期地震動を伴う[12]。
- 太平洋沿岸の広い範囲に津波襲来。四国や紀伊半島で特に著しく、数時間から十数時間に亘り何度も押寄せ第3波前後に最大となることが多い。中国の上海やアメリカ西海岸にも到達[13]。
- 潮岬、室戸岬付近の隆起、高知平野および土佐湾岸西側付近の沈降など南東上りの傾動を示す地殻変動。足摺岬付近は各地震により隆起、沈降の挙動が異なる[14]。
- 地殻変動の結果と推定されるプレートの体積歪みによる地下水位の低下および、道後温泉、南紀白浜温泉、湯の峰温泉などの湧出の一時停止[15]。

などが挙げられる。
南東上りの地殻変動は低角逆断層のプレート間の滑りで説明されているが、異論もあり、地盤沈下は地震動による地盤の圧縮、岬先端付近の隆起は東西方向の圧縮応力にかかる地震動の結果であり、西南日本外帯の地形に見られる東西性の波曲構造もこの結果によるとする見方もある。
歴史地震の記録からは、東海・東南海地震とほぼ同時に連動、または2年程度までの間隔をあけて連動して発生していると考えられてきた（東海・東南海・南海地震）。このような発生パターンや推定される規模も様々で、地殻変動や津波の規模で直近のものを比較すると大きいものから宝永地震>安政南海地震>昭和南海地震の順であった。例えば宿毛市大島の鷣（ハイタカ）神社の石段は宝永地震津波では39段目まで浸水し、安政南海地震では7段目、昭和南海地震では石段まで達しなかった。
2011年12月に発表された中央防災会議の「南海トラフの巨大地震モデル検討会」の中間とりまとめでは、南海トラフで起きると想定される3連動型巨大地震の最大規模として、震源域が従来のほぼ2倍に拡大され、暫定値としてMw9.0の超巨大地震の想定が示された。「南海トラフの地震活動の長期評価（第二版）」では、トラフ軸付近に超大すべりを加えた津波断層モデルを想定し最大Mw9.1とされる。

### 地震調査委員会等による想定
- 2012年1月の地震調査研究推進本部の予測[23]では、30 - 50階建て程度の超高層建物など、固有周期が約3 - 5秒の建物が長周期地震動による強い影響を受ける可能性があり、特に大阪平野、奈良盆地、京都盆地、徳島平野、濃尾平野（名古屋市付近）の広い地域で速度50〜100カイン（cm/s）、最上部振幅1m以上の揺れが予想されている[注 4]。
  - 代表地点のうち、特に東大阪市役所では最大200カイン（cm/s）程度、大阪市舞洲では最大150カイン（cm/s）程度、名古屋市の愛知県庁付近で30カイン（cm/s）程度の長周期地震動が予測されている。
- 2012年1月の地震調査委員会の公表[24]によれば、マグニチュードは8.4前後、地震発生確率は10年以内は20%程度、20年以内は60%程度、30年以内は90%程度である。
- 高知県による次の南海地震の想定[25]では、マグニチュード8.4で発生し、県内のほとんどの地域で震度5強から6強、約半分で震度6以上、一部では震度7、という強い揺れがあり、約100秒ほど続くことが予想されている。

## 昭和の南海地震

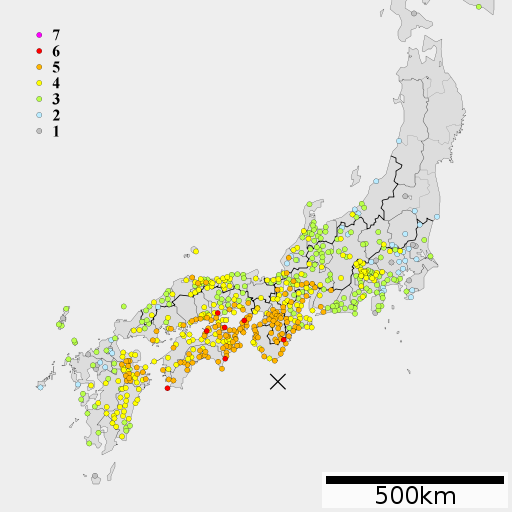
昭和南海地震の震度分布

ごく近い時期の発生であったものとしては、1946年（昭和21年）12月21日午前4時19分04秒、和歌山県潮岬南南西沖 78 km（北緯32度56.1分、東経135度50.9分、深さ 24 km）を震源として発生したMj 8.0 (Mw 8.4)の昭和南海地震がある。この地震は1945年の終戦前後にかけて4年連続で1000名を超える死者を出した4大地震（鳥取地震、三河地震、東南海地震）の一つである。
1946年の昭和南海地震では、地震発生直後に津波が発生し、主に紀伊半島・四国・九州の太平洋側などに襲来した。地震や津波被害が激しかった地域は、高知県中村市（現四万十市南部）、須崎市、高知市のほか、和歌山県串本町、海南市などであった。四万十市では、市街地の8割以上が地震動で生じた火災等により壊滅したほか、串本町や海南市は津波による壊滅的な被害を受けた。死者は、行方不明者を含めて1,443名（高知県679名、和歌山県269名、徳島県211名）、家屋全壊11,591戸、半壊23,487戸、流失1,451戸、焼失2,598戸に及んだ。

## 主な地震の一覧

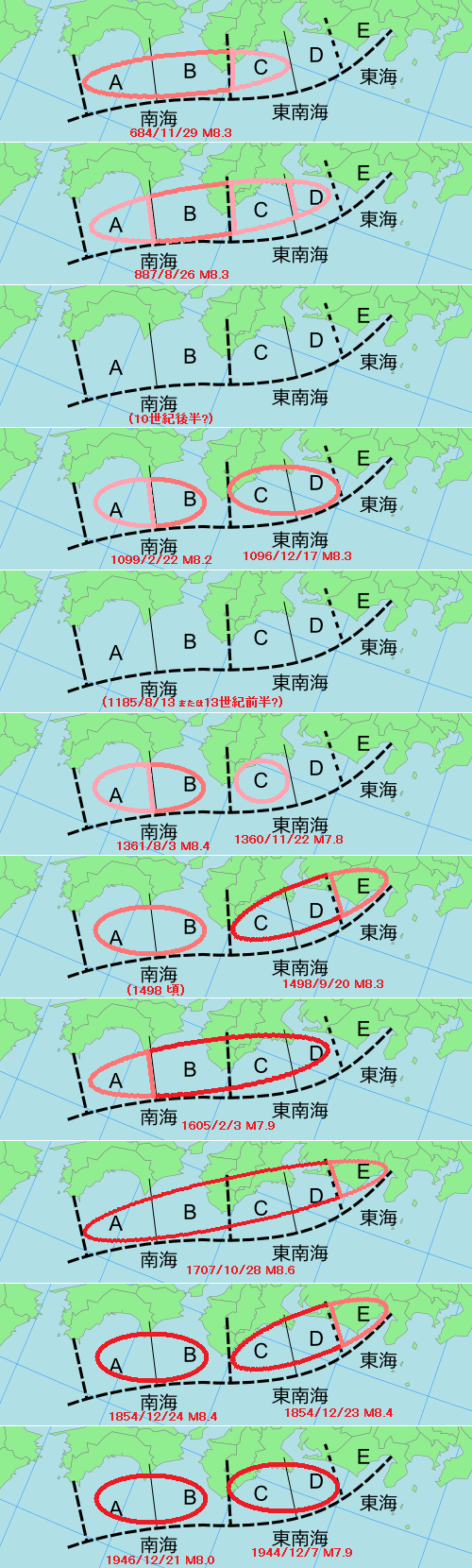
南海地震と周辺連動地震の歴史（地震調査委員会,2000による）

南海地震は過去1,000年余り過去の地震活動の記録が残されている世界的にも例をみない地震である。
南海地震が単独で発生した確かな例は昭和地震および安政地震とされるが、震源域が全く等しいわけではない。康和地震も単独発生の可能性があるが南海地震としての典拠史料である土佐の記録の日付が誤記であるとの仮定の下の推定であり、その他南海地震と考えられていた白鳳地震、仁和地震、正平地震は連動型地震である可能性が唱えられている。明応地震については単独で起きたあるいは連動型であった等諸説ある。
津波地震とされる特異な慶長地震は、地震調査研究推進本部による2001年時点の長期評価では、南海トラフの地震の系列に属すものと評価しているが、南海トラフのプレート境界地震で無く遠地津波とする見解や、伊豆・小笠原海溝付近を震源とする見解も出されている。
※西暦表記の日付は慶長地震以降はグレゴリオ暦、明応地震以前はユリウス暦（カッコ内はグレゴリオ暦）。マグニチュードは宇佐美(2003)による推定値、昭和地震は気象庁による値であるが、巨大地震ゆえ何れもモーメントマグニチュードとは乖離がある。
1. 684年11月26日（11月29日）（天武13年10月14日） 白鳳地震（天武地震） - M 8+1⁄4、死者多数。亥時（午後9時 - 11時頃）になって大地震があった。土佐で津波により大きな被害。伊予湯泉（道後温泉）は埋没して出なくなり、田園（約 12 km2）が海面下へ沈下。これは『日本書紀』の南海地震とされる最古の記録である。地質調査によれば、東海道沖の震源域におけるほぼ同時期の地震痕跡が発見される。
2. 887年8月22日（8月26日）（仁和3年7月30日） 仁和地震 - M 8.0 - 8.5、五畿七道諸国、京都・摂津を中心に死者多数。津波あり。地質調査によれば、東海道沖の地震震源域におけるほぼ同時期の地震痕跡が発見される。
3. 1361年7月26日（8月3日）（南朝：正平16年6月24日、北朝：康安元年6月24日） 正平地震（康安地震） - M 8+1⁄4 - 8.5、死者多数。摂津・阿波・土佐で津波により大きな被害。摂津四天王寺の金堂が転倒し圧死者が出た。津波で摂津・阿波・土佐に被害、特に阿波の雪（由岐）湊で流失1,700戸、流死60余。東海道沖を震源域に含むかは不明だが、同時期に東南海地震の震源域で地震が発生したという説もある。東大地震研が調査した法隆寺の記録によると、淡路島の障壁にもかかわらず、大阪市天王寺区でも海岸から4km以上に渡り津波が押し寄せたという[35][29]。さらには伊勢神宮の古文書でも当時の記録が残されていることがわかっている[36][37]。
4. 1707年10月28日（宝永4年10月4日） 宝永地震（南海トラフ全域が震源域とされる） - M 8.6、五畿七道諸国、東海地方から九州東部の広い範囲が激震域となる。この地震の49日後に富士山が噴火し宝永山（火口）ができる（宝永大噴火）。死者2万人余、倒壊家屋6万戸余。房総半島から九州まで大津波が襲来し、大坂、土佐の被害が甚大であり、青龍寺や久礼では標高25mの地点まで遡上した。道後温泉の湧出が145日間止まる。
5. 1854年12月24日[38]（嘉永7年11月5日） 安政南海地震 - M 8.4、死者千 - 3千人。紀伊・土佐などで津波により大きな被害（串本で最大波高 11 m）。大坂湾に注ぐいくつかの川が逆流。道後温泉の湧出が106日間止まる。時間差でこの32時間前に安政東海地震（東海道沖の地震）が発生している。両地震による死者の合計は約3万人との説もある。余震とみられる地震は9年間で2,979回記録された（『真覚寺日記』）。
6. 1946年（昭和21年）12月21日 昭和南海地震 - M 8.0、被害は中部以西の日本各地にわたり、死者1,330名、家屋全壊11,591戸、半壊23,487戸、流失1,451戸、焼失2,598戸。津波が静岡県より九州にいたる海岸に来襲し、高知・三重・徳島沿岸で 4 - 6 m に達した。室戸・紀伊半島は南上がりの傾動を示し、室戸で 1.27 m、潮岬で 0.7 m 上昇、須崎・甲浦で約 1 m 沈下。高知付近で田園15km2が海面下に没した。道後温泉の湧出が38日間止まる。山口県美祢市（旧美祢郡別府村 (山口県)、共和村）では秋吉台麓の厚東川沿いの低地に「口径 1 - 11 m、深さ 1 - 5 m の堆積地ドリーネが150余発生した[39]」。この地震の2年前、1944年（昭和19年）12月7日には昭和東南海地震が発生している。

- 以下の地震は南海道沖で発生した巨大地震である可能性が高いが、その発生時期について議論されている。

1. 1099年2月16日（2月22日）（承徳3年1月24日） 康和地震 - M 8.0 - 8.3、興福寺西金堂・塔小破、大門と回廊が倒れた。摂津天王寺回廊倒る。死者数、津波記録は未確認。土佐において地殻変動で田千余町（約1,000ha）みな海に沈むとする紙背文書の記録が興福寺や天王寺で被害の出た地震と同一のものと考えられた[28]。しかし、地震の発生日時記録などに問題があり康和地震は南海地震ではなく、この地震の2年2ヶ月前に発生[40]した永長地震（1096年12月11日（12月17日）嘉保3年11月24日東海道沖の巨大地震と推定される）こそが、南海道沖の地震をも含む宝永型であった可能性が考えられるとされる[41]。

- 以下の地震は南海トラフ巨大地震の一つ、あるいは関連の深い地震とする学説が提唱されていたが、異論が出されている[10]。

1. 734年5月14日（5月18日）（天平6年4月7日） - 畿内七道地震をこの種の地震に位置付ける説もあるが[42][43]、津波の記録が確認されず、生駒断層帯の活動による内陸地震との説が有力[44]。
2. 794年8月9日（8月13日）（延暦13年7月10日 - 巨大地震と津波が発生と日本紀略の記述「宮中並びに京畿官舎及び人家震う。或いは震死する者あり」から推定される[45]。しかし「震死」は一般的に雷に打たれて死ぬことを意味し、地震ではない可能性が高いとされた[46][47]。
3. 10世紀後半頃 - 奈良県香芝町の箸尾遺跡に砂脈跡があるが（発掘調査）、内陸地震の可能性も否定できず現時点では南海地震と断定するには決め手に欠ける[17]。徳島県海陽町千光寺の『薬師如来出現図』には、永延元年5月（987年）に漁船が波に呑まれたとき薬師如来が現れて助けたという縁起伝承が描かれ、南海地震津波と考えられたことも有ったが[48]、江戸時代後期に書かれたものであり、時期が987年と特定されるわけでもなければ津波であると断言も出来ず、これを南海地震津波とするには不確実さが何重にも存在するとされる[46][47]。
4. 1185年8月6日（8月13日）（元暦2年7月9日） 津波と思われる記録から文治地震を南海トラフ沿いの巨大地震とする説もあるが[49]、琵琶湖西岸断層帯南部の活動による内陸地殻内地震との説が有力[50][51][52]であり、地震記録の様相は内陸地震と考える方が妥当とされる[46]。
5. 13世紀前半頃 - 大阪府堺市の石津太神社および和歌山県箕島の藤並遺跡に南海地震によると思われる液状化現象の遺跡あり（発掘調査）[17]。1233年3月17日（3月24日）（貞永2年2月5日）に諸国?で大地震の記録が存在する[34]が、同日に京都における有感地震記録が確認されず、この文書の伝わる蓮専寺の開基以前の記事であって信頼性が低く疑問視されている[53]。古記録からこの時期の南海トラフ巨大地震の発生時期を探る試みもある[54]。
6. 1408年1月12日（1月21日）（応永14年12月14日） - 応永地震。京都・紀伊・伊勢で地震。鎌倉に津波があり、熊野本宮の温泉の湧出が停止したというが、宝永地震（丁亥年）との混同の可能性があり京都以外の史料は疑問視されている[55]。
7. 地質調査によれば、明応地震《1498年9月11日（9月20日）（明応7年8月25日） （東海・東南海地震） - M 8.2 - 8.4、死者3万 - 4万人以上と推定。伊勢・駿河などで津波により大きな被害、浜名湖が海と繋がり、伊勢大湊で家屋1,000戸、溺死者5,000人。伊勢志摩で溺死者10,000人、静岡県志太郡の『林叟院記録』で溺死者26,000人など。》前後に南海地震も発生[17]。1498年6月30日（7月9日）（明応7年6月11日）に、中国・揚子江の水面を揺るがしたとされる、日向灘地震が南海地震に相当するとの説もある[56][57]。明応地震の73日前に発生し、南海地震が東海地震に先行した例であるとされる。しかし、これには史料の無理な解釈が含まれ、安政地震後に起きた豊予海峡地震も上海付近を強く揺らしており、九州付近で起きたスラブ内地震の可能性もあるという[46]。
8. 1520年3月25日（4月4日）（永正17年3月7日） - 永正地震。京都・紀伊で地震。熊野、那智で寺社が破壊され、津波があったが、フィリピン海プレートのスラブ内地震の可能性があるとされる[58]。
9. 1605年2月3日（慶長9年12月16日） 慶長地震（東海・東南海・南海地震?） - M 7.9 - 8、関東から九州までの太平洋岸に津波、房総半島・阿波・土佐などで大きな被害。八丈島でも津波による死者57人。死者1万 - 2万人と推定されるが、津波以外の被害記録はほとんど見出されていない。南海トラフ沿いの津波地震との仮説が出されていた[59]。震源域には諸説あり、南海トラフの地震ではないとする見解も出されている[31][33][60]。

## 観測体勢
昭和南海地震は太平洋戦争戦後の混乱期であったため十分な観測態勢が無かったが、前兆現象として土地の隆起や地下水位の低下の証言が多く残ることから、今後の発生が想定されている南海地震に対し、以下のほかいくつかの観測体勢を整備・運用し前兆現象を捉えようとしている。
- 陸上：気象庁、防災科学技術研究所（高感度地震観測網）、産業技術総合研究所（地下水総合観測ネットワーク）[61]などによる観測ネットワーク、国土地理院による電子基準点 - GNNS連続観測システム。
- 海底：DONET2 - 防災科学技術研究所が運用管理する、地震と津波を常時観測監視するためのケーブル式海底観測装置によるシステム。想定震源域に直接地震計などを設置しての観測が計画されている。